# Hierius (retoricus)
Hierius was een retoricus uit Athene, die vermeld wordt bij St. Augustinus (Confessiones, IV. 14), en Suidas (s.v. Παμπρέπιος), maar voor de rest onbekend is.

## Referentie
- W. Smith, art. Hierius (1), in W. Smith, A Dictionary of Greek and Roman Biography and Mythology, Londen, 1870, II, p. 452.